# (5238) Naozane
(5238) Naozane es un asteroide perteneciente al cinturón de asteroides, descubierto el 13 de noviembre de 1990 por Tsutomu Hioki y el también astrónomo Shuji Hayakawa desde el Okutama Observatory, Japón.

## Designación y nombre
Designado provisionalmente como 1990 VE2. Fue nombrado Naozane en honor a Naozane Jiro Kumagaya, respetado por su coraje como soldado durante las turbulentas eras Heian-Kamakura.

## Características orbitales
Naozane está situado a una distancia media del Sol de 2,274 ua, pudiendo alejarse hasta 2,541 ua y acercarse hasta 2,007 ua. Su excentricidad es 0,117 y la inclinación orbital 5,883 grados. Emplea 1253,07 días en completar una órbita alrededor del Sol.

## Características físicas
La magnitud absoluta de Naozane es 13,3. Tiene 6 km de diámetro y su albedo se estima en 0,29.